# Phacidina gracilis
Phacidina gracilis är en svampart som först beskrevs av Gustav Niessl von Mayendorf, och fick sitt nu gällande namn av Franz Xaver von Höhnel 1917. Phacidina gracilis ingår i släktet Phacidina och familjen Leptopeltidaceae.  Arten är reproducerande i Sverige. Inga underarter finns listade i Catalogue of Life.